# Rhamphorhynchus (Orchidaceae)
Rhamphorhynchus es un género monotípico de orquídeas perteneciente a la subfamilia Orchidoideae. 
Es considerado un sinónimo del género Aspidogyne.